# Андре Мороа
Андре Мороа (на френски: André Maurois) е псевдоним на френския писател Емил Соломон Вилхелм Херцог, автор на много романизирани биографии, съвременни романи и историческа литература. С указ на президента на републиката от 27 юни 1947 г. псевдонимът му става негово официално име.

## Биография и творчество
Андре Мороа е роден на 26 юли 1885 г. в Елбьоф, департамент Сен Маритим, Франция, в еврейското семейство на Ърнест и Алис Херцог Леви, индустриалци от текстилния бизнес. След Френско-пруската война семейството му се премества в Нормандия. Отгледан в патриотично семейство той преживява антисемитизма по време на „Аферата Драйфус“.
Следва в Университета „Корней“ в Руан, където слуша лекциите на известния философ Ален (на френски: Emile Chartier) и е силно повлиян от него. След дипломирането си работи като ръководител във фабриката на своя баща в продължение на 10 години.
През 1909 г. среща в Женева първата си жена Жана-Мари Уанда де Шимкевич, полско-руска аристократка, учила в Оксфордския университет. През 1923 г. тя умира при спонтанен аборт и получено отравяне на кръвта. Втората си съпруга Симон дьо Кайлаве (1894 – 1968), писателка и общественичка, среща през 1924 г. Оженва се за нея през 1926 г. и живеят заедно до смъртта му.
По време на Първата световна война е преводач и офицер за свръзка към Британския експедиционен корпус. Там трупа впечатленията, които отразява в първия си роман „Мълчанията на полковник Брамбъл“ (1918) – забавна книга за британските си другари от армията. Приема псевдонима Андре Мороа – „Андре“ е името на негов приятел, загинал за Франция през Първата световна война, а „Мороа“ е името на малко френско селце, чието тъжно звучене пленява писателя.
След войната продължава темата за Англия в редица художествени и публицистични произведения – „Ариел, или Животът на Шели“ (1923), „Дизраели“ (1927), „Байрон“ (1930). Световна известност получава с романите „Бернар Кене“ (1926), „Климати“ (1928), „Семеен кръг“ (1932) и др. На 23 юни 1938 г. е избран за член на Френската академия.
При започването на Втората световна война 54-годишният писател постъпва като доброволец във Френската свободна армия. Поражението и окупирането на Франция го принуждава да отпътува за САЩ. Там работи като преподавател в Университета на Канзас. Пише редица исторически и публицистични материали срещу нацистите. През 1943 се премества в Северна Африка, а след края на войната през 1946 г., се завръща във Франция.
Издава сборник с разкази, книгите „В търсене на Марсел Пруст“ (1949), „Жорж Санд“ (1952), „Септемврийски рози“ (1954), „Олипио, или Животът на Виктор Юго“ (1955), „Тримата Дюма“ (1957). Последния си биографичен труд „Прометей или животът на Балзак“ завършва през 1965 г., когато е на 80 години.
Андре Мороа умира на 9 октомври 1967 г. в Ньой сюр Сен на 82-годишна възраст.

## Произведения
непълен списък

### Биографии
- Ариел или Живота на Шели, Ariel ou la Vie de Shelley (1923)
- Дизраели, la Vie de Disraeli (1927)
- Байрон, Don Juan ou la vie de Byron (1930)
- Lyautey (1931)
- Тургенев, Tourgueniev (1931)
- Édouard VII et son temps (1933)
- Безсмъртните мисли на Волтер, Voltaire (1935)
- Шатобриан, René ou la Vie de Châteaubriand (1938)
- À la recherche de Marcel Proust (1949)
- Alain, étude et biographie littéraire (1950)
- Жорж Санд, Lélia ou la Vie de George Sand (1952)
- Олимпио или животът на Виктор Юго, Olympio ou la Vie de Victor Hugo (1954)
- Тримата Дюма, Les Trois Dumas (1957)
- Robert et Elizabeth Browning (1957)
- Животът на Александър Флеминг, La Vie de sir Alexander Fleming (1959)
- Le Monde de Marcel Proust (1960)
- Adrienne ou la Vie de Mme de La Fayette (1961)
- Прометей или животът на Балзак, Prométhée ou la Vie de Balzac (1965)

### Романи
- Мълчанията на полковник Брамбъл, Reprend les personnages de Bramble (1918)
- Нито ангел, нито звяр, Ni ange ni bête (1919)
- Bernard Quesnay (1922)
- Разказите на доктор О'Грейди, Les Discours du docteur O'Grady (1922)
- La hausse et la baisse (1926)
- Меип или Освобождение, Meïpe ou la Délivrance (1926)
- Le Chapitre suivant (1927)
- Климати, Climats (1928)
- Voyage au pays des Articoles (1928)
- Le Peseur d'âmes évoque la théorie du poids de l'âme (1931)
- Mes songes que voici (1932)
- Семеен кръг, Le cercle de famille (1932)
- Chantiers américains (1933)
- Усет за щастие, L'instinct du bonheur (1934)
- Premiers contes (1935)
- La machine à lire les pensées (1937)
- Toujours l'inattendu arrive (1943)
- Седем лица на любовта, Sept visages de l'amour (1946)
- Terre promise (1946)
- Femmes de Paris (1954)
- Lettres à l'inconnue (1956)
- L'Impromptu de Barentin, Festival de Barentin (1958)
- Portrait d'un ami qui s'appelait moi (1959)
- Септемврийски рози, Les roses de septembre (1956)
- Pour piano seul (1960)
- Le Chapitre suivant 2e version (1967

### Юношеска литература
- Страната на 36 000 желания, Le pays des trente-six mille volontés (1928)
- L’Empire français (1939)
- Страната на хилядите желания: Лападунди и тънкофини, Les mondes impossibles, conte et nouvelle (1947)

### Документалистика
- История на Англия, Histoire de l'Angleterre (1937)
- États-Unis 1939, Paris 1939 (1939)
- История на Съединените щати: 1929 – 1940, Histoire des États-Unis (1943)
- Histoire de France (1947)

### Филмография
- 1939 Entente cordiale
- 1953 Schule für Eheglück – ТВ филм
- 1959 Pensione Edelweiss
- 1962 Climats
- 1965 La misère et la gloire – ТВ филм
- 1965 The Alfred Hitchcock Hour – ТВ сериал
- 1965 Le bonheur conjugal – ТВ сериал
- 1969 Palace-Hotel – ТВ филм
- 1970 Night Gallery – ТВ сериал
- 1971 Jackanory – ТВ сериал
- 1979 Bernard Quesnay – ТВ филм
- 1979 Cinéma 16 – ТВ сериал
- 1985 Thanatos
- 2006 Thanatos
- 2012 Climats – ТВ филм